# دوثون
بلدية دوثون (بالإسبانية: Dozón) هي بلدية تقع في مقاطعة بونتيفيدرا التابعة لمنطقة غاليسيا شمال غرب إسبانيا.

## الديموغرافيا
يبلغ عدد سكان بلدية دوثون 1.744 نسمة عام 2011 (وفقاً للمعهد الوطني للإحصاء الإسباني).
| 2.538 | 2.230 | 2.095 | 1.980 | 1.923 | 1.827 | 1.744 |